# Stronghold Crusader Extreme
Stronghold Crusader Extreme ist eine mittelalterliche Burgen- und Wirtschaftssimulation des britischen Spieleentwicklers Firefly Studios für Windows, die am 27. Mai 2008 veröffentlicht wurde.
Stronghold Crusader Extreme stellt den fünften Teil der Stronghold-Serie dar und ist eine veränderte Wiederauflage von Stronghold Crusader aus dem Jahre 2002. Es bietet neben kleineren inhaltlichen Änderungen einen deutlich erhöhten Schwierigkeitsgrad, welcher selbst für erfahrene Stronghold-Spieler eine neue Herausforderung darstellen soll. Zudem ist in Stronghold Crusader Extreme der Inhalt von Stronghold Warchest, einer nur in Nordamerika erschienenen Erweiterung, enthalten.

## Spielprinzip
Der Kern des Spielprinzips wurde von Crusader übernommen. Die erste größere Hauptneuerung stellt die Möglichkeit der Massenschlachten von bis zu 10.000 Einheiten dar. Der schnellere Aufbau einer dementsprechend großen Streitmacht wird dazu von einem neuen Gebäudetyp, dem sogenannten Außenposten ermöglicht. Diese können in den normalen Modi vom Spieler selbst nicht erbaut werden; sie sind vor dem Spiel bereits auf der Karte verteilt. Der Außenposten kann je nach Einstellung und Ausführung in regelmäßig kurzen Zeitabständen kostenlose neue Truppen einer Art erschaffen. Die zweite Hauptneuerung ist eine selbstregenerierende Befehlsleiste, mit der besondere Aktionen, wie beispielsweise ein Pfeilhagel oder die Erschaffung von kostenfreien Truppen, ausgelöst werden können. Je länger man wartet, desto stärkere Aktionen können abgerufen werden.

## Missionen
Neben dem aus Crusader bekannten Kreuzzug-Modus bringt Crusader Extreme einen sogenannten Extremkreuzzug, der aus insgesamt 20 neu gestalteten Einzelmissionen besteht. Dieser stellt den Kern des Spieles dar und zeichnet sich durch einen von Anfang an sehr hohen Schwierigkeitsgrad aus. Eine mit den anderen Teilen der Serie vergleichbare Kampagne mit besonderer Handlung ist nicht enthalten.

## Veröffentlichung
Am 27. Mai 2008 wurde das Spiel offiziell veröffentlicht. Der Originalausgabe wurde zudem die aktuelle Version des Originalspiels angefügt. Anfängliche Probleme mit den großen Truppenmassen wurden mit der Weile durch Patches gelöst. Ende 2012 erhielt es, wie Stronghold und Stronghold Crusader, einen HD-Patch, der die Grafikauflösung auf moderne Verhältnisse aufwertet. Im Juli 2017 wurde der Patch 1.4.1-E herausgegeben, welcher Fehlerbehebungen enthält und weitere höhere Auflösungen auswählen lässt.

## Rezeption
Vor allem an den wegen ihrer Größe zu unübersichtlich gewordenen Gefechten soll das Spiel an Reiz verloren haben (Metacritic: 45 von 100). Viele Fachmagazine bezeichneten die neuen Missionen als „unspielbar“ und „unfair“ und vergaben dadurch verglichen mit den anderen Teilen des Spieles sehr niedrige Wertungen. Neben diesen spielprinzipbezogenen Kritikpunkten sorgte vor allem ein für die wenigen Änderungen – besonders bezüglich der fast sechs Jahre alten Grafik – als unangemessen empfundener Preis für Unzufriedenheit.
- PC Games: 50 % (10. Juli 2008)[10]
- Gameswelt: 57 % (22. Juli 2008)[11]